# Begraafplaats van Roncq
De Begraafplaats van Roncq is een gemeentelijke begraafplaats in de Franse gemeente Roncq in het Noorderdepartement. De begraafplaats ligt in het dorpscentrum aan de Rue des Frères Bonduel op ruim 300 m ten noordwesten van de oude dorpskern (Sint-Piatuskerk). Ze heeft drie toegangen en wordt omsloten door een muur of een haag. 
Op de begraafplaats staat een herdenkingsmonument voor de slachtoffers van de beide wereldoorlogen en andere militaire conflicten waarbij Frankrijk betrokken was.  
In het zuiden van de gemeente ligt nog de Begraafplaats van Blanc Four.

## Franse oorlogsgraven

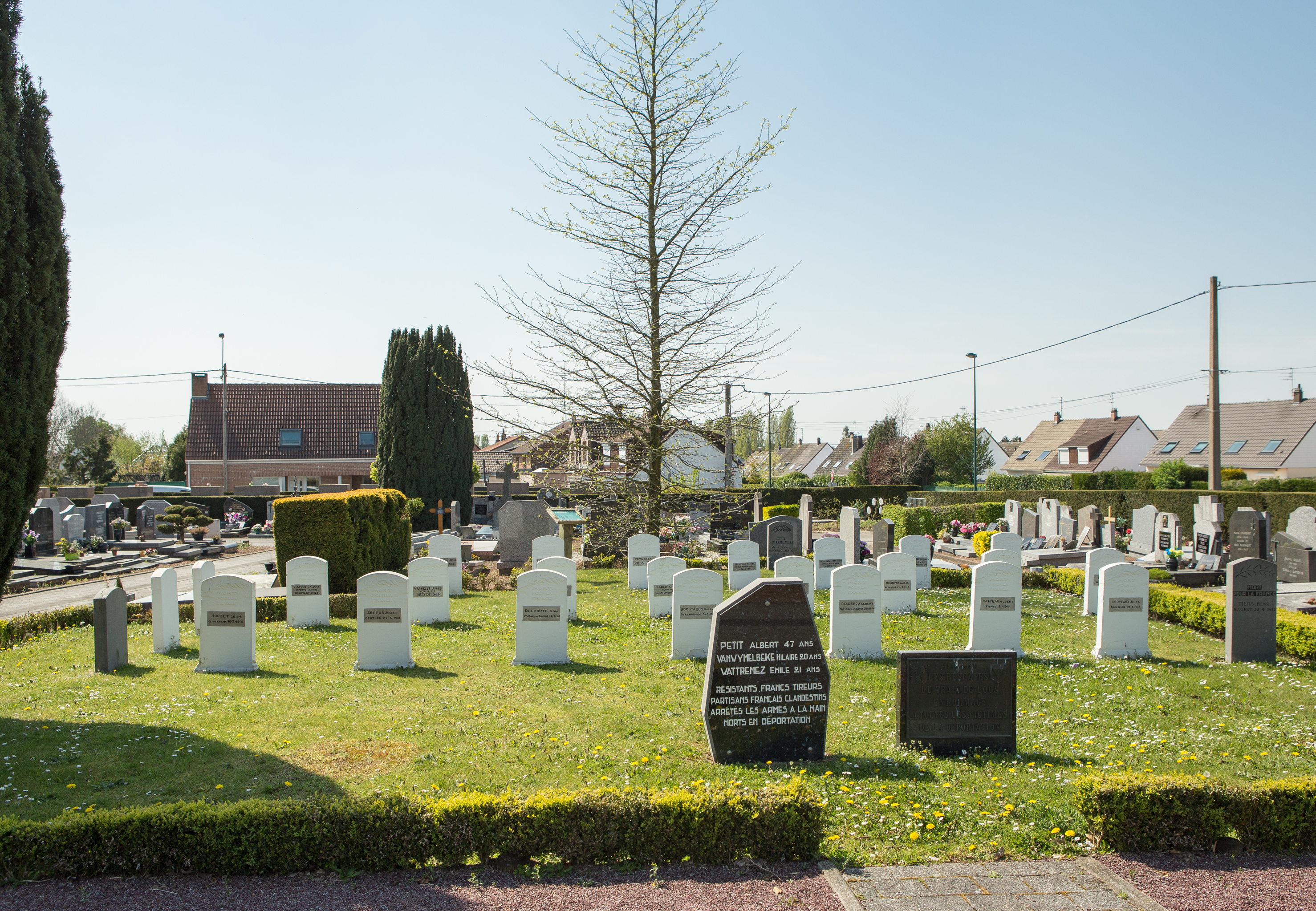
Franse oorlogsgraven

In de buurt van het oorlogsmonument ligt een perk met 27 Franse gesneuvelden uit de Eerste of Tweede Wereldoorlog.

## Britse oorlogsgraven
Tussen de civiele graven liggen 2 geïdentificeerde Britse gesneuvelde militairen uit de Eerste Wereldoorlog. Het zijn de graven van sergeant George Ryland van het Royal Irish Regiment en korporaal Charles Alfred Pitney van het Cheshire Regiment.
De graven worden onderhouden door de Commonwealth War Graves Commission en staan er geregistreerd onder Roncq Communal Cemetery